# Алексеевка (Хвастовичский район)
Алексеевка — деревня в Хвастовичском районе Калужской области. Входит в состав сельского поселения «Деревня Нехочи». В прошлом имело название Елдахова.
| 2002 | 2010 |
| ---- | ---- |
| 74   | ↘31  |

## Этимология названия Елдахова
Елдахово — от слова «поделдытник», т.е побуждающий к ссорам (после рождения наследника Алексея переименована в Алексеевку).

## История
Выпись с писцовых книг Т. Г. Вельяминова и А. И. Колтовского с товарищами на вотчины Свинского монастыря.
в г. Брянске и Брянском уезде, от 7 апреля 1595 года.

Д. Елдахово на речке на Елдаховке а в ней во дв. слуга монастырский Первуша Ларионов. Да крестьян: Во дв. Федка Иванов, во дв. Иванко Игнатов, во дв. Иванко Лукьянов да сын его Ивашка, во дв. Олешка Иванов во дв. Иванко Васильев, во дв. Пронка Васильев да сын его Иванко. Пашни паханые и наезжие середине земли 40 ч. в поле, а в дву потому жь;
В 1678 упоменается как вотчина Свинского монастыря. В составе Батоговской волости.
C 1744 в составе Подбужской волости Брянского уезда.
С 1777 в составе Жиздринского уезда Калужского наместничества а впоследствии и Калужской губернии.